# Гиднум
Ги́днум (лат. Hydnum), или ежо́вик, иногда колчак — род грибов, входящий в семейство ежовиковые (Hydnaceae). Ранее в этот род включались все грибы с шиповатым гименофором — ежовиковые грибы. 
Название образовано от др.-греч. ύδνον — «трюфель», «съедобный гриб».

## Биологическое описание
Плодовые тела с выраженными шляпкой и ножкой. Шляпка с матовой, бархатистой поверхностью, не чешуйчатая, окрашена в беловатые, желтоватые или рыжеватые тона. Ножка также бархатистая, с возрастом становится гладкой, окрашена так же, как шляпка, или более светлая. Гименофор располагается на нижней поверхности шляпки, состоит из беловатых или красно-рыжеватых шипиков. Мякоть мясистая, однородная.
Гифальная система мономитическая, на разветвлённых вздутых гифах имеются пряжки и септы. Базидии 3—6-споровые, цилиндрической или булавовидной формы. Споры почти шаровидной или эллиптической формы, с гладкими тонкими стенками, неокрашенные.
Представители рода — сапротрофы или микоризообразователи, большей частью произрастающие на земле. Некоторые виды предпочитают гниющую древесину.

## Таксономия

### Синонимы
- Bidonia Adans., 1763
- Dentinum Gray, 1821
- Echinus Haller, 1768
- Erinaceus Dill. ex Maratti, 1822
- Hypothele Paulet, 1808
- Tyrodon P.Karst., 1881

### Виды
Род Гиднум включает около 120 видов. Некоторые из них:
- Hydnum albidum Peck, 1887
- Hydnum albomagnum Banker, 1901
- Hydnum ambustum Cooke & Massee, 1887
- Hydnum dispersum Berk., 1845
- Hydnum durieui Sacc., 1888
- Hydnum elatum Massee, 1914
- Hydnum ellipsosporum Ostrow & Beenken, 2004
- Hydnum repandum L., 1753 — Гиднум выемчатый
- Hydnum rufescens Pers., 1799 — Гиднум рыжеющий
- Hydnum umbilicatum Peck, 1902